# Бидлова
Бидлова (пол. Bydłowa) — село в Польщі, у гміні Олесниця Сташовського повіту Свентокшиського воєводства.
Населення — 77 осіб (2011).
У 1975-1998 роках село належало до Келецького воєводства.

## Демографія
Демографічна структура на день 31 березня 2011 року:
|          | Загалом | Допрацездатний вік | Працездатний вік | Постпрацездатний вік |
| -------- | ------- | ------------------ | ---------------- | -------------------- |
| Чоловіки | 34      | 8                  | 20               | 6                    |
| Жінки    | 43      | 9                  | 16               | 18                   |
| Разом    | 77      | 17                 | 36               | 24                   |